# 杨武之
杨武之（英語：Yang Ko Chuen； 1896年4月14日—1973年5月12日），原名克纯，字武之，以字行，安徽合肥人，中国数学家，数学教育家。

## 生平

### 早年
1896年4月14日，楊武之出生於中國安徽合肥，父親杨邦盛是清末秀才，早年在私塾教书，后来去天津在段芝贵的幕府中司“笔札”（类似文书）。1907年，因段芝贵失势，回家赋闲。次年到沈阳去谋职，不幸在旅社染上鼠疫，竟而去世。其时年杨武之12岁。杨武之的母亲姓王，在他9岁时早故。杨武之的生活多由叔父杨邦瑞安排。
1914年，杨武之毕业於安徽省立第二中学，考入北京高等师范学校预科，一年后，入数理部本科。1918年毕业后，回到母校安徽省立二中担任教员兼舍监（训育主任）。杨武之在学校施行严格的纪律，但由于学生对舍监杨武之大为不满，且学生家长袒护闹事学生，杨武之愤而辞职，转往安庆中学教书。后来萌生出国留学之意。

### 結婚生子
1919年，楊武之和母親介紹的同鄉羅竹全的女兒羅孟華結婚。過去楊武之的父親生病時，曾請郎中羅竹全來醫治，兩家成為結為交好，羅孟華雖僅讀過幾年私塾，相貌平平並裹著小腳，但是和楊武之結婚後，相夫教子，成為楊武之的賢內助。1922年(三年後)，長子楊振寧出生。楊武之留學之前在安慶工作，楊振寧是的名字中的「寧」就是安慶的別稱。

### 赴美留學
1923年春，楊武之通過安徽省的公費出國留學考試，遠度重洋到美國的史丹福大學學習，僅花了三個學季的時間，他順利獲得了學士學位。
1924年秋天，他转往芝加哥大学继续攻读。芝加哥大学数学系是美国一流水平，杨武之师从名家伦纳德·尤金·迪克森，研究代数学和数论。1926年以《双线性型的不变量》(The Invariants of Bilinear Forms) 一文获得硕士学位。1928年又以《华林问题的各种推广》，使杨武之成为中国因数论研究而成为博士的第一人。

### 學成回國
1928年秋，杨武之学成归国，先在厦门大学任教一年，次子杨振平1930年出生。次年即被清华大学聘为数学系教授。全面抗日战争后，1938年随国立北京大学、国立清华大学、南开大学三校迁移至云南省昆明组建国立西南联合大学，杨先生任师范学院首任数学系系主任。
1946年三校北返，杨武之先生又担任了国立昆明师范学院（现云南师范大学）首任数学系系主任，“云南师范大学数学学院的历史开始于西南联大师范学院数学系，开始于杨武之先生时代。”
1948年底，杨武之搭机从北平返回南京，转赴昆明接家眷到上海，然上海已被中共军队控制。中共建政后，1950年清华大学校方没有续聘，遂留在上海，乃任复旦大学数学系教授。50年代，在复旦大学讲过几门课，以后因患糖尿病，休养在家。

### 逝世
1973年5月12日，在上海逝世。杨家将杨武之夫妇以及杨武之的幼子杨振复葬于苏州市东山镇。

## 家庭

### 祖父母
- 杨家驹，清朝太湖县都司，由凤阳府原籍定居合肥[1]
- 周氏[1]

### 父母
- 杨邦盛，清朝秀才，后入段芝贵幕中笔札[1]
- 王氏[1]

### 兄弟
- 杨克岐，字力初，蚌埠市工商联副主席、民建安徽省工作委员会副秘书长，杨克岐次子杨振怀后为中华人民共和国水利部部长，另一子杨振斌为安徽省工商联常务副会长[1]

### 夫人
- 罗孟华，杨武之由父母作主，在幼年时即和同乡罗竹全之女罗孟华订亲，并于1919年完婚。罗孟华的文化不高，一直操持家务

### 子女
- 杨振宁，长子
- 杨振平，次子，约翰霍普金斯大学博士，俄亥俄州立大学物理系教授，2018年5月1日去世
- 杨振汉，三子，新华社香港分社下属机构总经理
- 杨振玉，长女，中科院上海生理所研究员、纽约州立大学石溪分校神经生物系博士
- 杨振复，四子

## 纪念活动
2013年10月15日，云南师范大学“武之楼”命名暨杨武之先生塑像揭幕仪式在该校呈贡主校区举行，诺贝尔物理学奖获得者、著名物理学家杨振宁教授与家人（含杨武之次子：杨振汉、杨武之儿媳谭茀芸）参与此次活动。